# Irga pomarszczona
Irga pomarszczona (Cotoneaster bullatus) – gatunek krzewu z rodziny różowatych, o bardzo silnym przyroście, występujący na terenie Wyżyny Tybetańskiej, oraz w zachodniej części Chin. W Polsce często opanowywany jest przez mszyce.

## Morfologia
PokrójKrzew o silnym przyroście, luźnym pokroju i o wyprostowanych gałęziach, wysokość do około 2–3 metrów.
KwiatyZebrane po 12–30 nagich kielichów, pylniki pręcików barwy białej.
LiścieO rozmiarach od 4 do 7 cm długości i kształcie jajowatoeliptycznym, nerwy w blaszce liściowej charakterystycznie wypukłe.
OwoceOdwrotnie jajowate o średnicy dochodzące do 8 mm, barwie jasnoczerwonej.